# Teknofeodalism

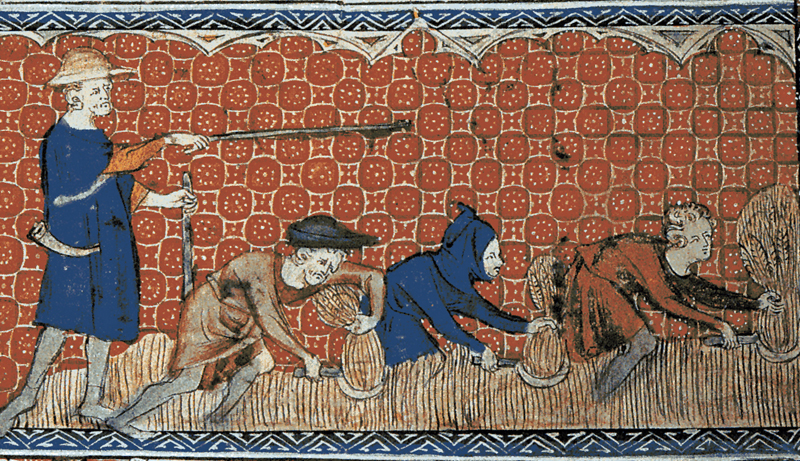
Illustration av feodalism

Teknofeodalism är en teori utvecklad av Yanis Varoufakis som menar att kapitalism leder till en ny form feodalism, där exempelvis ägare till techbolag kan ses som en modern form av feodalherrar. Utifrån detta synsätt menar man att livegenskap eller skuld drev det feodala samhället, vinst drev eller driver det kapitalistiska, medan algoritmer driver det teknofeodalistiska. I det teknofeodalistiska samhället är medborgaren underdånig techbolagens infrastruktur, och har inget val än att följa de regler som konstrueras av dem. I teknofedoalismens natur ligger även att motverka det demokratiska systemet. 